# バダムザール駅
バダムザール駅（ウズベク語: Bodomzor bekati）はウズベキスタンのタシュケントユヌサバード地区にある、タシュケント地下鉄ユヌサバード線の駅。

## 沿革
2001年10月26日にハビブ・アブドゥラエフ（今のシャフリスタン）-ミング・オリク間の開通時に駅開業。

## 駅構造
島式ホーム1面2線を有する地下駅。フラットホームの天井はアーチを描いており、アーモンドを模したデザインとなっている。
ホームから出口への階段はホーム両端にあり、改札口も別個に設置されている。改札口は入口・出口で分けられており、入口側はセキュリティチェックがある。

## 駅周辺
- アミール・ティムール通り（ウズベク語版）
- ボギシャモール通り（ウズベク語版）
- インターコンチネンタル・ホテル・タシュケント（ウズベク語版）
- ウズベキスタン国立銀行
- ウズベキスタン共和国非常事態省（英語版、ウズベク語版）
- ウズテレコム
- タシュケント情報技術大学
- ウズエクスポセンター
- タシュケントランド
  - 日本庭園（ウズベク語版）
- JICAウズベキスタン事務所

## 隣の駅
タシュケント地下鉄
 ユヌサバード線
シャフリスタン駅 - バダムザール駅 - ミノール駅